# Двигубская, Екатерина Николаевна
Екатери́на Никола́евна Двигу́бская (род. 14 октября 1974, Москва) — российская киноактриса, продюсер, кинорежиссёр, сценарист и писательница.

## Биография
Родилась 14 октября 1974 года в Москве в семье художника Николая Двигубского и киноактрисы Натальи Аринбасаровой.
В 1995 году окончила ВГИК (курс Армена Джигарханяна и Альберта Филозова), диплом с отличием.
В 1999 году окончила Высшие курсы сценаристов и режиссёров (мастерская Александра Митты), диплом с отличием.
Свободно владеет английским и французским языками.

## Семья и личная жизнь
- Отец — Николай Двигубский (1936—2008), французский и российский художник театра и кино
- Мать — Наталья Аринбасарова (род. в 1946), актриса.
- Единоутробный брат — Егор Михалков-Кончаловский
- Муж с 2003 по 2010 годы[3] — телепродюсер Александр Готлиб
- Муж — Александр Быков
- Сын — Тимофей Быков
- Дочь — Анастасия Двигубская

## Фильмография

### Актёрские работы
- 1993 — Трам-тарарам или Бухты-барахты — Клава Макаровская
- 1994 — Хаги-Траггер — Зоя
- 1995 — Авантюра — Лола Аришкина, переводчица
- 1996 — Клубничка
- 1997 — Ретро втроём — Зина
- 1999 — 8 1/2 $ — индианка
- 1999 — Ты и я
- 2001 — Идеальная пара — Катюша (серии «День судьбы», «Королева бензозаправки», «Отдохните магистр», «Особенности эмоциональных выборов», «Игра в поддавки»)
- 2001 — С новым счастьем! 2. Поцелуй на морозе — бывшая жена Юрия Владимирцева
- 2004 — Холостяки — ассистентка Гоши
- 2006 — Сделка — Виктория
- 2010 — Всё ради тебя — эпизод
- 2010 — Москва, я люблю тебя! — продавец мороженого (новелла «В центре ГУМа у фонтана»)
- 2013 — До смерти красива — Яна Казанцева
- 2014 — Сон как жизнь — Лидия

### Режиссёрские работы
- 1999 — Ты и я (короткометражный)(дипломная работа)[3][5]
- 2000 — Документальный фильм «Россия. Начало»[3]
- 2001 — Документальный фильм «Гуру»[3]
- 2003 — 2004 — Бедная Настя
- 2004 — Дорогая Маша Березина (телесериал)
- 2004 — Холостяки (телесериал)
- 2006 — Сделка
- 2010 — Всё ради тебя
- 2010 — Москва, я люблю тебя! (новелла «В центре ГУМа у фонтана»)
- 2011 — Мелодия любви
- 2012 — Программа «Специальный репортаж» на телеканале Москва 24[5]
- 2012 — Твой мир
- 2013 — До смерти красива
- 2014 — Врачиха
- 2014 — Сон как жизнь
- 2014 — Тени прошлого
- 2015 — С любимыми не расстаются (мини-сериал)
- 2016 — Запах лаванды
- 2016 — Расплата за счастье
- 2016 — Муж с доставкой на дом
- 2016 — Холодное сердце
- 2017 — Качели
- 2018 — Опасные танцы
- 2018 — Пока бьётся сердце
- 2018 — Призраки прошлого
- 2018 — Злоумышленница
- 2018 — Сильная слабая женщина
- 2020 — Хозяйка горы
- 2022 — Всё равно ты моя
- 2023 — Бумеранг
- 2023 — Мой ласковый и нежный враг
- 2023 — Выдра
- 2024 — Сплетня

### Сценарии
- 1999 — Ты и я
- 2007 — Милосердный
- 2010 — Москва, я люблю тебя! (новелла «В центре ГУМа у фонтана»)
- 2018 — Опасные танцы

## Продюсер
- Реалити-шоу (ТНТ) «Четыре комнаты» (ведущая — Анита Цой, 2009)[5].